# Ericodesma aerodana
Ericodesma aerodana är en fjärilsart som beskrevs av Edward Meyrick 1881. Ericodesma aerodana ingår i släktet Ericodesma och familjen vecklare. Inga underarter finns listade i Catalogue of Life.